# Filialkirche Götzing

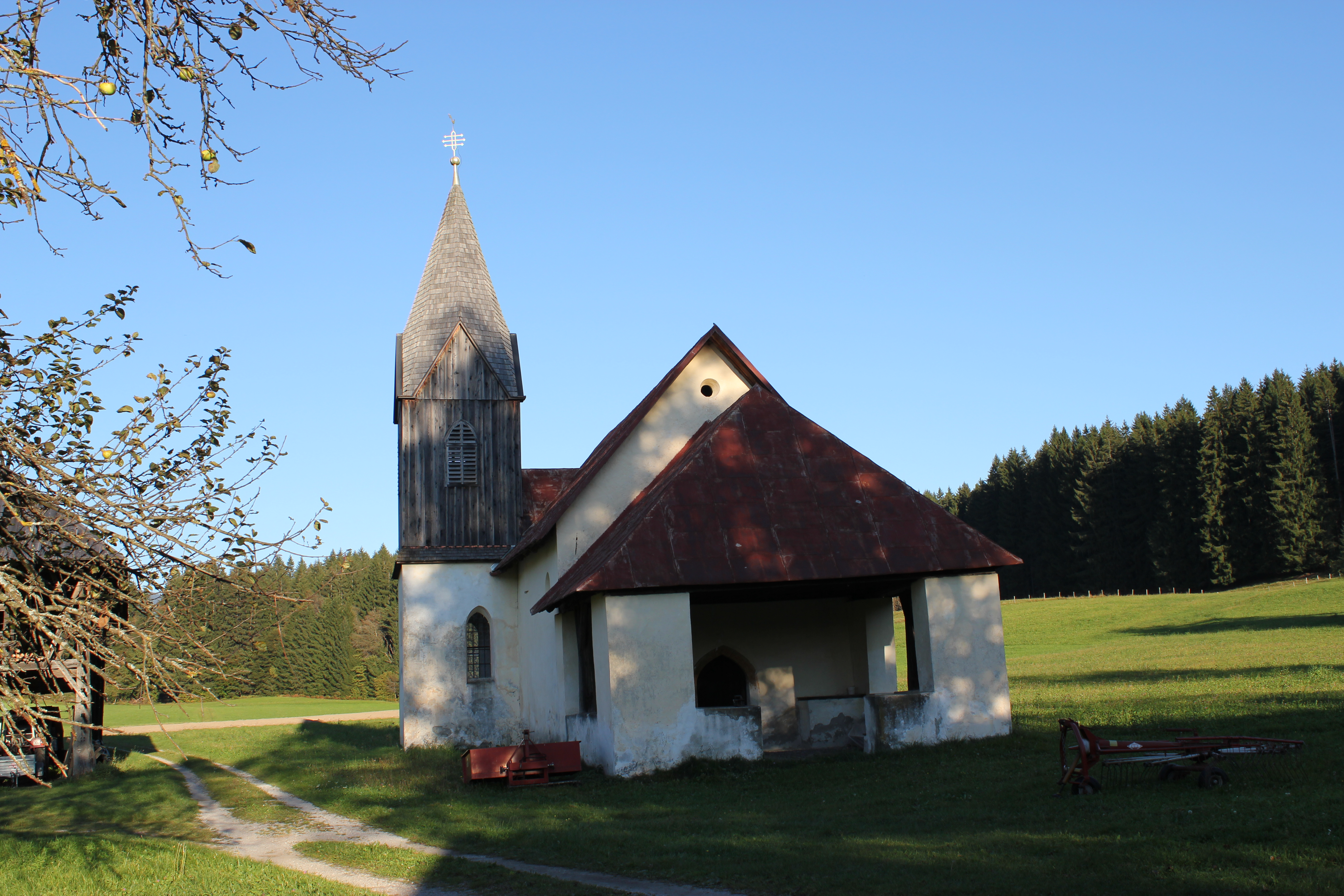
Kath. Filialkirche hl. Johannes der Täufer in Götzing

Die römisch-katholische Filialkirche Götzing steht im Ort Götzing in der Stadtgemeinde Hermagor-Pressegger See im Bezirk Hermagor in Kärnten. Die Filialkirche hl. Johannes der Täufer der Pfarrkirche Egg gehört zum Dekanat Hermagor/Šmohor in der Diözese Gurk-Klagenfurt. Die Kirche steht unter Denkmalschutz (Listeneintrag).

## Geschichte
Die Kirche wurde 1701 erstmals urkundlich erwähnt.

## Architektur
Das Gotteshaus ist eine kleine, spätgotische Anlage. Die Kirche besteht aus einem dreijochigen Langhaus, einem einjochigen Chor mit Dreiachtelschluss und einer offenen Pfeilervorhalle in Schiffbreite. Nördlich vom Chor steht ein hölzerner Turm mit einem Spitzgiebelhelm. Die Glocke goss 1693 Mathias Landsmann. Das abgefaste, spitzbogige Westportal besitzt eine geschnitzte frühbarocke Tür. Neben dem Westportal befindet sich ein gemauerter Tisch für Opfergaben (Altar?).
Über dem Langhaus und dem Chor erhebt sich eine Flachtonne mit dekorativem, gotischem Rippennetz. Die große barocke Westempore steht auf Holzstützen. Ein Rundbogenportal an der Nordwand des Chores führt in die Sakristei im Turmerdgeschoß. Das Kirchenschiff besitzt hohe Rundbogenfenster, die Sakristei zwei große Spitzbogenfenster.

## Ausstattung
Der um 1700 geschaffene Hochaltar zeigt am Altarblatt die Heilige Sippe. Die beiden Seitenaltäre stammen aus derselben Zeit. Das Mittelbild des linken Altars zeigt den heiligen Florian, das Oberbild den heiligen Georg. Am rechten Altar sind am Hauptbild die Apostelfürsten Petrus und Paulus und am Oberbild der heilige Florian zu sehen. Die Betstühle aus dem 17. Jahrhundert sind mit floralem Dekor geschmückt.